# Nadezjda Tjernysjeva
Nadezjda Tjernysjeva, född den 21 mars 1951 i Kazan, död den 3 maj 2019 i Moskva, var en sovjetisk roddare.
Hon tog OS-silver i scullerfyra i samband med de olympiska roddtävlingarna 1976 i Montréal.